# Mascara

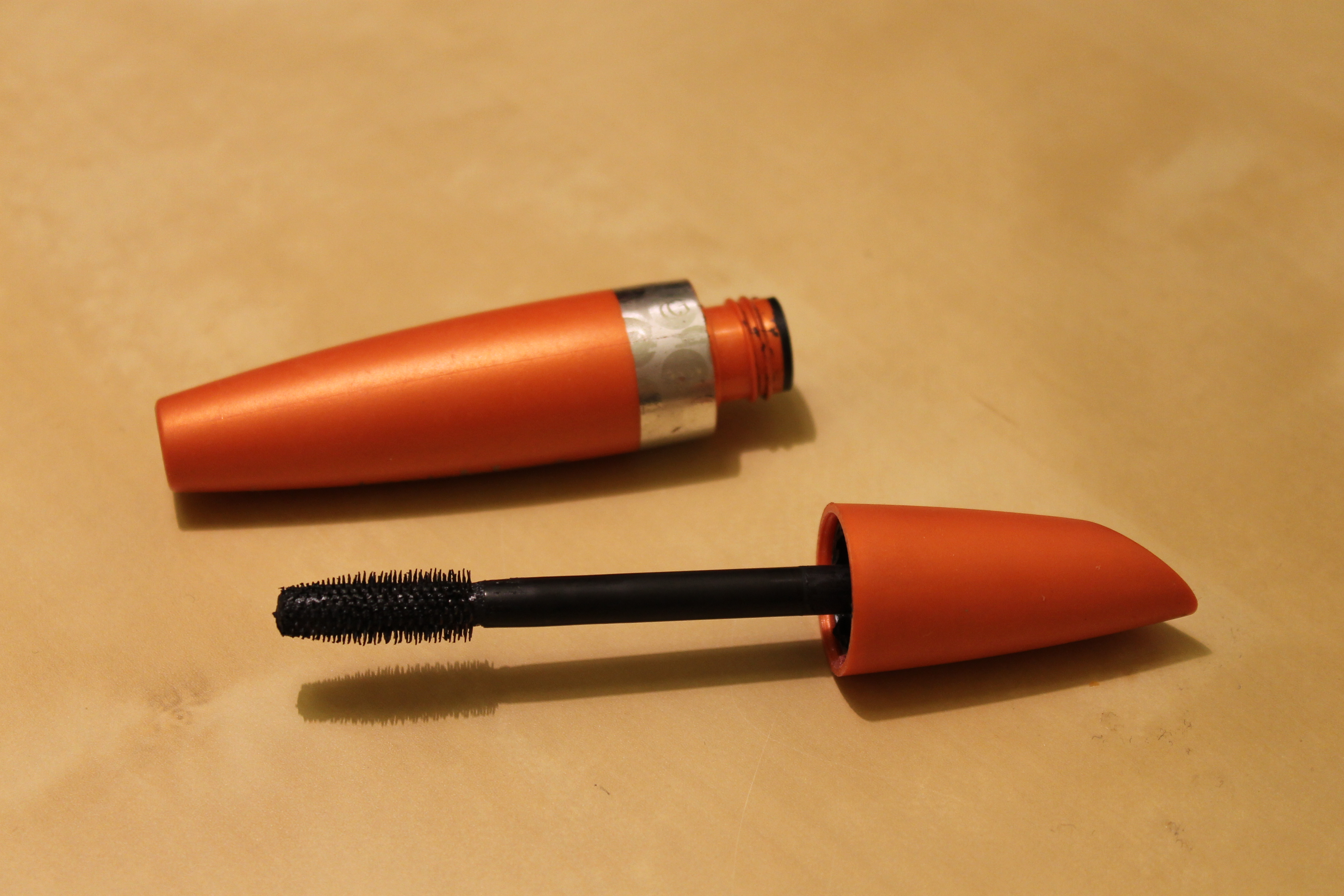
Un mascara

Il mascara, talvolta chiamato impropriamente rimmel, è un cosmetico impiegato nel trucco degli occhi o per aggiungere ombre al naso. Consiste in un fluido colorato, che si applica con una spazzolina, detta scovolino, sulle ciglia superiori e inferiori. Lo scovolino può essere fatto in silicone o più comunemente come una spazzola e con setole più lunghe o corte e di diverse forme.
I colori sono molteplici: dal classico nero ai colori più sgargianti come l'arancione, il rosso o il verde acqua, più usati fra questi, sono il marrone e il blu. In commercio ne esistono diversi tipi: allunganti, volumizzanti, curvanti; molti sono anche arricchiti di vitamine e resistenti all'acqua (waterproof).

## Storia
Il termine mascara viene da maschera (oppure dallo spagnolo máscara, che a sua volta deriva dall'arabo maskarah). 
Il moderno mascara è stato inventato nel 1913 dal chimico americano, T. L. Williams, per sua sorella Mabel. Questo primo mascara era composto da polvere di carbone e vaselina allo stato gelatinoso. Le prove furono un successo e Williams iniziò a venderlo via posta. Egli in seguito fondò la compagnia Maybelline, che divenne un'azienda tuttora leader del settore cosmetico. Questo primitivo mascara era venduto soltanto in panetti ed era composto di coloranti e cera di carruba. Per impiegarlo si bagnava uno spazzolino e lo si passava sul panetto di mascara, quindi lo si applicava alle ciglia degli occhi. 
La confezione moderna con tubetto e scovolino apparve solo nel 1957, quando fu introdotto da Helena Rubinstein.

## Utilizzo
Il mascara deve essere applicato su tutta la lunghezza delle ciglia, da un angolo all'altro dell'occhio. Lo scovolino intriso di mascara va passato dalla base delle ciglia fino alla punta, alternando movimenti verticali a piccoli movimenti orizzontali, ma ci sono varie tecniche (p. es. a "zig-zag"). Il mascara applicato sulle ciglia superiori rende l'occhio molto profondo ed espressivo, mentre l'applicazione sulle ciglia inferiori lo rende più largo.
I rischi maggiori legati all'uso del mascara sono dovuti a ferite alla superficie oculare causate dallo scovolino, e a possibili reazioni allergiche, anche gravi.